# Franz Pfannenstiel

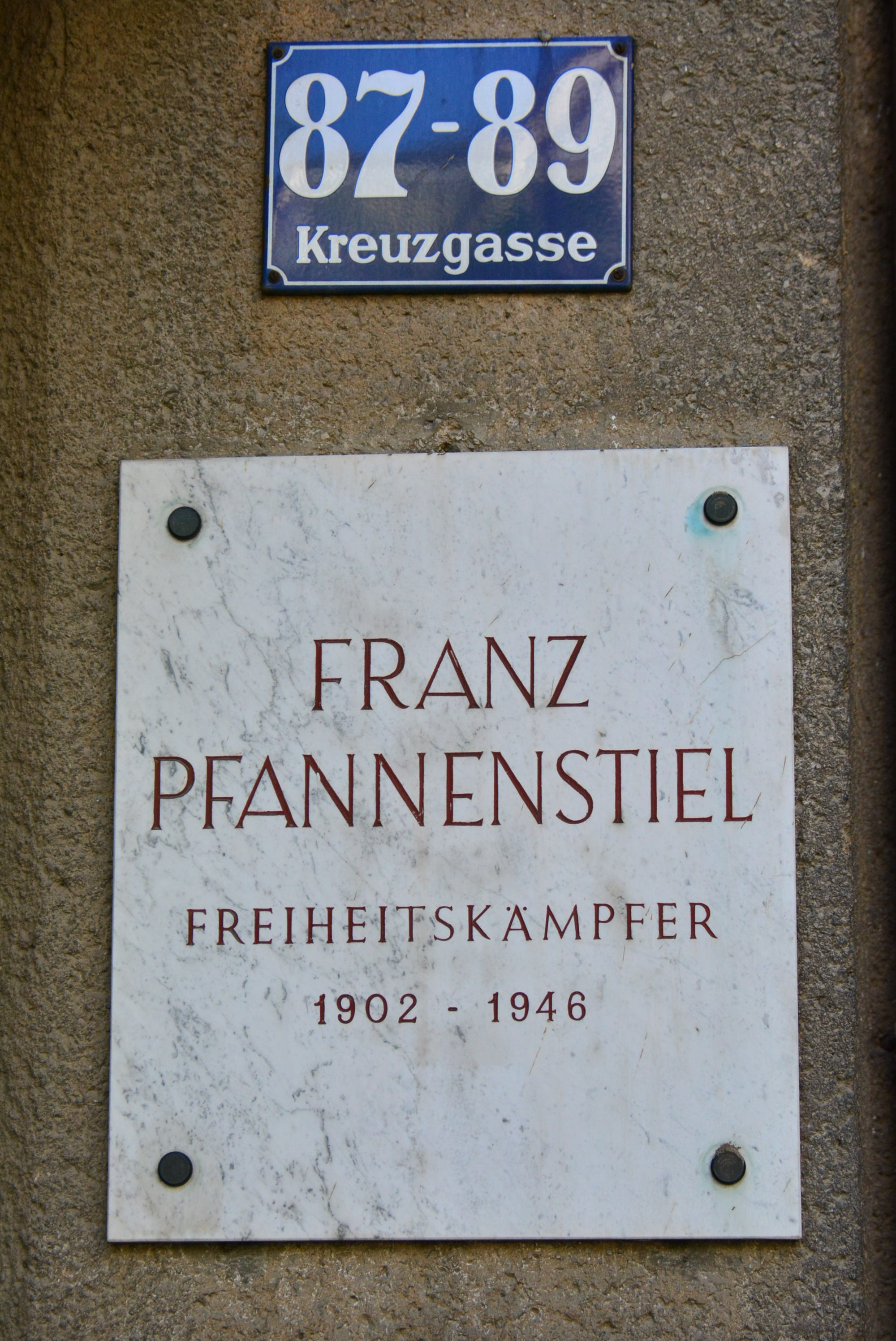
Gedenktafel für Franz Pfannenstiel an dem nach ihm benannten Pfannenstielhof

Franz Pfannenstiel (* 6. April 1902 in Tracht; † 1945 in der Sowjetunion) war ein führender Funktionär der Revolutionären Sozialisten Österreichs.

## Leben
Franz Pfannenstiel kam nach Ende des Ersten Weltkriegs mit seinen Eltern nach Wien, wo er als gelernter Eisengießer in verschiedenen Betrieben arbeitete. 1928 trat er der Sozialdemokratischen Arbeiterpartei bei, 1930 auch dem Republikanischen Schutzbund.
Nach dem Februar 1934 war Pfannenstiel einer der führenden Funktionäre der Revolutionären Sozialisten. Er gehörte zu jenen, die selbst während der NS-Zeit die illegale Arbeit fortsetzten, v. a. in der Sozialistischen Arbeiterhilfe zugunsten der Familien von inhaftierten Genossen.
Im Spätsommer 1939 wurden zahlreiche Revolutionäre Sozialisten verhaftet, darunter auch Franz Pfannenstiel. Er wurde zu zwei Jahren und drei Monaten Zuchthaus verurteilt, 1941 ins Konzentrationslager Dachau überstellt und 1944 ins Strafbataillon 999 eingezogen. An der Ostfront geriet er in sowjetische Kriegsgefangenschaft, wo er, durch die lange Haft bereits sehr geschwächt, starb.

## Ehrung
Die Wohnanlage Kreuzgasse 87–89 mit 178 Wohnungen, die 1924/25 nach Plänen von Erich Leischner in Wien errichtet wurde, erhielt 1949 nach Franz Pfannenstiel den Namen Pfannenstielhof.